# Bundesland heute

Logo bis 2018

Bundesland heute ist eine Nachrichtensendung des ORF, die täglich um 19:00 Uhr auf ORF 2 in einem Regionalfenster (Lokalausstieg) ausgestrahlt wird. Die Sendung befasst sich mit Nachrichten, Themen und Ereignissen aus dem jeweiligen Bundesland, neun ORF-Landesstudios senden damit täglich Informationen für das Publikum in den Bundesländern. Vorgänger war die Sendung Österreich-Bild (ab 1967).
Der ORF produziert für das Landesstudio Tirol auch die Sendung Südtirol heute, die an Werktagen von Montag bis Freitag um 18:30 Uhr im Regionalprogramm für Tirol und damit auch in der italienischen Provinz Südtirol ausgestrahlt wird und die in der Aufmachung den anderen Bundesland-heute-Sendungen gleicht.

## Bezeichnung
Bundesland heute ist eine allgemeine Bezeichnung für diese Sendung, sie lautet je nach Bundesland Burgenland heute, Kärnten heute, Niederösterreich heute, Oberösterreich heute, Salzburg heute, Steiermark heute, Tirol heute, Vorarlberg heute, Wien heute oder Südtirol heute.
Ein standortunabhängiger Empfang aller zehn Landesprogramme auf ORF 2 ist über Satellit möglich. Mithilfe eines Astra-Empfangs würde dies auch im europäischen Ausland funktionieren, jedoch verbieten die Lizenzbestimmungen der ORF-Digital-Karte einen Empfang außerhalb von Österreich und Südtirol.
ORF2E über Satellit strahlt nur das Wiener Lokalfenster aus, ebenso die unverschlüsselten ORF2 Sender in SD in Salzburg und Tirol, obwohl es keine Lizenzprobleme gibt. Weiters sind alle Bundesland heute-Sendungen auch im Internet in der ORF TVthek bis sieben Tage nach Ausstrahlung abrufbar. In der Anfangsphase des Senders ab Oktober 2011 wurden auf ORF III zeitweise sämtliche Ausgaben von Bundesland heute im Nachtprogramm wiederholt.

## Derzeitige Moderatoren

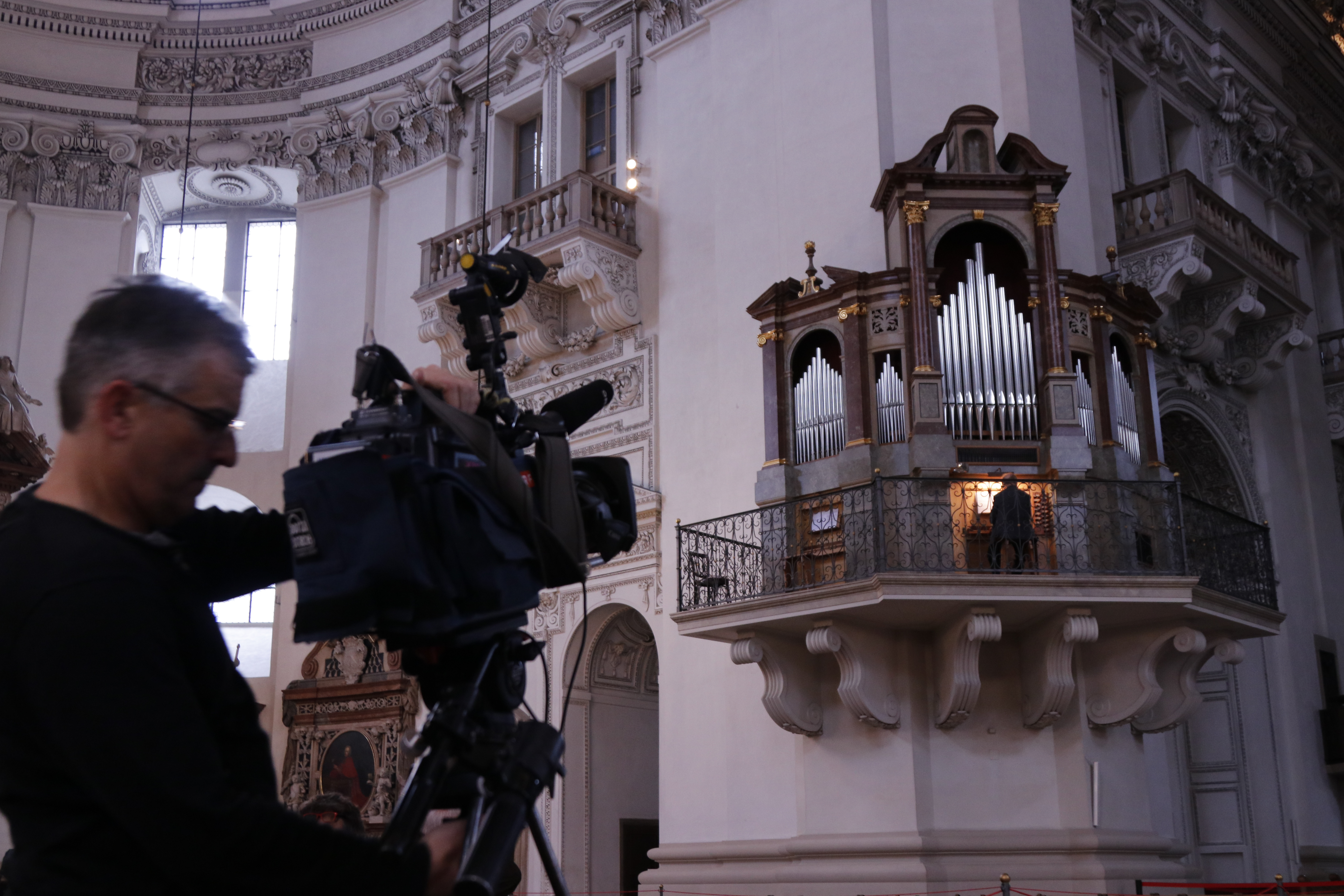
Dreharbeiten im Salzburger Dom für die Sendung Salzburg heute

| Sendung                | Moderator                       | Einstieg             |
| ---------------------- | ------------------------------- | -------------------- |
| Burgenland heute       | Marin Berlakovich               | seit 2020            |
| Burgenland heute       | Martin Ganster                  | seit 2007            |
| Burgenland heute       | Elisabeth Pauer                 | seit 2000            |
| Burgenland heute       | Raphaela Pint                   | seit 2021            |
| Kärnten heute          | Bernhard Bieche                 | seit 2002            |
| Kärnten heute          | Angela Ellersdorfer-Truntschnig | seit 2005            |
| Kärnten heute          | Sonja Engl-Kleindienst          | seit 2007            |
| Kärnten heute          | Ute Pichler                     | seit 2007            |
| Kärnten heute          | Hannes Orasche                  | seit 2012            |
| Kärnten heute          | Bernd Radler                    | seit 2018            |
| Niederösterreich heute | Veronika Berger                 | seit 2023            |
| Niederösterreich heute | Thomas Birgfellner              | seit 2011            |
| Niederösterreich heute | Werner Fetz                     | seit 2004            |
| Niederösterreich heute | Nadja Mader                     | seit 1996            |
| Niederösterreich heute | Claudia Schubert                | seit 2012            |
| Niederösterreich heute | Katharina Sunk                  | seit 2021            |
| Oberösterreich heute   | Daniela Dahlke                  | seit 2025            |
| Oberösterreich heute   | Conny Deutsch                   | seit 2024            |
| Oberösterreich heute   | Stefan Hartl                    | seit 2022            |
| Oberösterreich heute   | Gernot Hörmann                  | seit 20??            |
| Oberösterreich heute   | Jutta Mocuba                    | seit 2006            |
| Oberösterreich heute   | Stephan Schnabl                 | seit 2023            |
| Oberösterreich heute   | Maria Theiner                   | seit 2013            |
| Salzburg heute         | Katharina Garzuly               | seit 2021            |
| Salzburg heute         | Marius Holzer                   | seit 2024            |
| Salzburg heute         | Andreas Landrock                | seit 2021            |
| Salzburg heute         | Katharina Schaber               | seit 2024            |
| Salzburg heute         | Viola Wörter                    | seit 1997            |
| Steiermark heute       | Kathrin Ficzko                  | seit 2021            |
| Steiermark heute       | Franz Neger                     | seit 2002            |
| Steiermark heute       | Renate Rosbaud                  | seit 2017            |
| Steiermark heute       | Petra Rudolf                    | seit 2000            |
| Steiermark heute       | Thomas Weber                    | seit 2015            |
| Tirol heute            | Sybille Brunner                 | seit 1995            |
| Tirol heute            | Katharina Kramer                | seit 1999            |
| Tirol heute            | Georg Laich                     | seit 1991            |
| Tirol heute            | Martin Papst                    | seit 2012            |
| Tirol heute            | Daniela Schmiderer              | seit 2020            |
| Tirol heute            | Klaus Schönherr                 | seit 2016            |
| Vorarlberg heute       | David Breznik                   | seit 2015            |
| Vorarlberg heute       | Thomas Haschberger              | seit 2015            |
| Vorarlberg heute       | Martina Köberle                 | seit 1998            |
| Vorarlberg heute       | Kerstin Polzer                  | seit 2016            |
| Vorarlberg heute       | Daniel Rein                     | seit 2011            |
| Vorarlberg heute       | Christiane Schwald-Pösel        | seit 2014            |
| Wien heute             | Ulrike Dobeš                    | seit 2012            |
| Wien heute             | Lukas Lattinger                 | seit 2020            |
| Wien heute             | Carmen Ludwig                   | seit 2023            |
| Wien heute             | Elisabeth Vogel                 | seit 2000            |
| Südtirol heute         | Sabine Amhof                    | seit 2004            |
| Südtirol heute         | Markus Kerschbamer              | seit 2022            |
| Südtirol heute         | Simone Lackner-Raffeiner        | seit 2011            |
| Südtirol heute         | Sigrid Silgoner                 | seit 2010            |
| Südtirol heute         | Manuela Vontavon                | 1996–1998; seit 2000 |

## Ehemalige Moderatoren
| Sendung                | Moderator                                                              | Zeitraum             |
| ---------------------- | ---------------------------------------------------------------------- | -------------------- |
| Burgenland heute       | Nicole Aigner                                                          |                      |
| Burgenland heute       | Hannes Auer                                                            | 2017–2025            |
| Burgenland heute       | Melanie Balaskovics                                                    |                      |
| Burgenland heute       | Anton Burits                                                           |                      |
| Burgenland heute       | Gerald Groß                                                            | 1992–1997            |
| Burgenland heute       | Werner Horvath                                                         |                      |
| Burgenland heute       | Barbara Maras-Egermann                                                 |                      |
| Burgenland heute       | Christine Marold                                                       |                      |
| Burgenland heute       | Birgit Perl                                                            |                      |
| Burgenland heute       | Gerfried Pröll                                                         |                      |
| Burgenland heute       | Walter Schneeberger                                                    |                      |
| Burgenland heute       | Gaby Schwarz (moderierte die erste Sendung)                            | 1988–                |
| Burgenland heute       | Franz Tschank                                                          |                      |
| Burgenland heute       | Reinold Tischer                                                        |                      |
| Burgenland heute       | Martha Wedral                                                          |                      |
| Kärnten heute          | Andreas Blassnig                                                       |                      |
| Kärnten heute          | Wolfgang Dittmar                                                       |                      |
| Kärnten heute          | Walter Genser                                                          |                      |
| Kärnten heute          | Cornelia Primosch                                                      |                      |
| Kärnten heute          | Liliane Roth-Rothenhorst                                               |                      |
| Kärnten heute          | Michael Steuer (nur End. März/Anf. April 2020 wegen Covid-19-Pandemie) | 2020                 |
| Kärnten heute          | Helga Suppan                                                           |                      |
| Kärnten heute          | Marco Ventre                                                           | 2007–2013            |
| Niederösterreich heute | Michael Battisti                                                       |                      |
| Niederösterreich heute | Nikola Donig                                                           |                      |
| Niederösterreich heute | Franz Eiselt                                                           |                      |
| Niederösterreich heute | Benedikt Fuchs                                                         | 2021–2024            |
| Niederösterreich heute | Marie Christine Giuliani                                               |                      |
| Niederösterreich heute | Norbert Gollinger                                                      |                      |
| Niederösterreich heute | Richard Grasl                                                          |                      |
| Niederösterreich heute | Alexander Jonach                                                       |                      |
| Niederösterreich heute | Christiane Krotz                                                       |                      |
| Niederösterreich heute | Margit Laufer                                                          | 2015–2018            |
| Niederösterreich heute | Werner Predota                                                         |                      |
| Niederösterreich heute | Paul Schmitzberger                                                     |                      |
| Niederösterreich heute | Ines Schwandner                                                        |                      |
| Niederösterreich heute | Bernhard Stöhr                                                         | 2001–2003            |
| Niederösterreich heute | Christiane Teschl                                                      |                      |
| Niederösterreich heute | Ingrid Thurnher (moderierte die erste Sendung)                         | 1988–1991            |
| Niederösterreich heute | Kurt Vesely                                                            |                      |
| Niederösterreich heute | Inge Winder                                                            |                      |
| Niederösterreich heute | Robert Ziegler                                                         | 2005–2021            |
| Niederösterreich heute | Cathy Zimmermann                                                       | 2009–2011            |
| Niederösterreich heute | Marie-Claire Zimmermann                                                | 1999–2004            |
| Oberösterreich heute   | Roland Brunhofer                                                       |                      |
| Oberösterreich heute   | Elisabeth Buchmann                                                     |                      |
| Oberösterreich heute   | Uschi Christl                                                          |                      |
| Oberösterreich heute   | Eveline Doll                                                           |                      |
| Oberösterreich heute   | Sabine Fürst                                                           |                      |
| Oberösterreich heute   | Manfred Hoschek                                                        |                      |
| Oberösterreich heute   | Klaus Huber                                                            |                      |
| Oberösterreich heute   | Johannes Jetschgo                                                      | 1988–2021            |
| Oberösterreich heute   | Rupert Kluger                                                          |                      |
| Oberösterreich heute   | Thomas Königstorfer                                                    |                      |
| Oberösterreich heute   | Klaus Obereder                                                         |                      |
| Oberösterreich heute   | Helmut Obermayr                                                        | 1988–1999            |
| Oberösterreich heute   | Regina Patsch                                                          |                      |
| Oberösterreich heute   | Katharina Schaber (mittlerweile Moderatorin bei Salzburg heute)        | 2021–2022            |
| Oberösterreich heute   | Gisela Schreiner (moderierte die erste Sendung)                        | 1988–                |
| Oberösterreich heute   | Sigrid Steingruber                                                     |                      |
| Salzburg heute         | Conny Deutsch (mittlerweile Moderatorin bei OÖ heute)                  | 2013–2023            |
| Salzburg heute         | Nina Kraft                                                             |                      |
| Salzburg heute         | Michael Mair                                                           |                      |
| Salzburg heute         | Harald Manzl                                                           | 2002–2025            |
| Salzburg heute         | Werner Mück (moderierte die erste Sendung)                             | 1988–                |
| Salzburg heute         | Thomas Mussger                                                         | 2013–2023            |
| Salzburg heute         | Tobias Pötzelsberger                                                   |                      |
| Salzburg heute         | Lukas Schweighofer                                                     | 2013–2016            |
| Salzburg heute         | Georg Steinitz                                                         |                      |
| Salzburg heute         | Barbara Weisl                                                          | 1988–2021            |
| Steiermark heute       | Günther Bauer                                                          | 2002–2016            |
| Steiermark heute       | Christine Brunnsteiner (moderierte die erste Sendung)                  | 1988–                |
| Steiermark heute       | Klaus Edlinger                                                         |                      |
| Steiermark heute       | Astrid Harz                                                            | 1988–                |
| Steiermark heute       | Franz Klinger                                                          |                      |
| Steiermark heute       | Helma Poschner                                                         |                      |
| Steiermark heute       | Robert Seeger                                                          |                      |
| Steiermark heute       | Barbara Spiegl                                                         |                      |
| Steiermark heute       | Elisabeth Vogel (mittlerweile Moderatorin bei Wien heute)              | 1995–2000            |
| Steiermark heute       | Günther Ziesel                                                         | 1988–                |
| Südtirol heute         | Verena Gruber                                                          |                      |
| Südtirol heute         | Denise Neher                                                           | 2017–2018            |
| Südtirol heute         | Alex Ploner (moderierte die erste Sendung)                             | 1996–1998; 2000–2010 |
| Südtirol heute         | Patrick Rina                                                           | 2018–2022            |
| Südtirol heute         | David Runer                                                            | 2010–2018            |
| Tirol heute            | Lydia Gallo Gau                                                        |                      |
| Tirol heute            | Brigitte Gogl                                                          |                      |
| Tirol heute            | Helmut Krieghofer (moderierte die erste Sendung)                       | 1988–1991            |
| Tirol heute            | Josef Kuderna                                                          | 1988–                |
| Tirol heute            | Gudrun Liener                                                          | 1988–                |
| Tirol heute            | Wolfram Pirchner                                                       | 1988–1991            |
| Tirol heute            | Jürgen Pettinger                                                       | 2009–2012            |
| Tirol heute            | Christoph Sailer                                                       |                      |
| Tirol heute            | Günther Schimatzek                                                     |                      |
| Tirol heute            | Robert Unterweger                                                      |                      |
| Vorarlberg heute       | Angelika Böhler                                                        |                      |
| Vorarlberg heute       | Wolfgang Burtscher (moderierte die erste Sendung)                      | 1988–                |
| Vorarlberg heute       | Daniela Marte                                                          |                      |
| Vorarlberg heute       | Leonhard Paulmichl                                                     |                      |
| Vorarlberg heute       | Günter Polanec                                                         |                      |
| Vorarlberg heute       | Roman Rafreider                                                        | 1998–1999            |
| Vorarlberg heute       | Barbara Schöbi-Fink                                                    |                      |
| Vorarlberg heute       | Raphaela Stefandl                                                      |                      |
| Vorarlberg heute       | Christoph Waibel                                                       |                      |
| Wien heute             | Patrick Budgen                                                         | 2012–2023            |
| Wien heute             | Peter L. Eppinger                                                      | 2009–2011            |
| Wien heute             | Eugen Freund                                                           |                      |
| Wien heute             | Rainer Hazivar                                                         |                      |
| Wien heute             | Edi Finger junior                                                      |                      |
| Wien heute             | Eva Maria Klinger                                                      |                      |
| Wien heute             | Markus Pohanka                                                         | 2002–2009            |
| Wien heute             | Alfred Stamm (moderierte die erste Sendung)                            | 1988–                |
| Wien heute             | Hans-Peter Straka                                                      | 1988–                |
| Wien heute             | Paul Tesarek                                                           | 1992–2020            |
| Wien heute             | Barbara van Melle                                                      | 1988–                |
| Wien heute             | Elisabeth Vitouch                                                      |                      |
| Wien heute             | Brigitte Xander                                                        | 1988–2000            |
| Wien heute             | Agathe Zupan                                                           |                      |

## „Refreshment“
Zeitgleich mit der „Refreshment“ genannten Neugestaltung des Senders ORF 2 am 9. Jänner 2012 wurde auch die Aufmachung von Bundesland heute erneuert. Die Anordnung der Sendungsdeko sowie die Standposition des Moderators hatten seitdem eine einheitliche Regelung. Die Flachbildschirme im Hintergrund, welche auf folgende Beiträge hinweisen, sind nun größer und wurden einheitlich platziert. Das gesamte On-Screen-Design bekam eine einheitliche Struktur; dazu gehören sämtliche Elemente vom Vorspann bis zum Unterblender. So wurde seitdem das Logo der Sendung (Kürzel des Bundeslandes + heute) durchgehend in der Mitte des unteren Bildschirmrandes eingeblendet. Seit dem Refreshment 2018 wird nun das Sendungslogo einheitlich am linken Rand eingeblendet. Die unterschiedlichen Farbcodierungen, die die einzelnen Sendungen von Anfang an begleiteten, bleiben unverändert erhalten.
Seit 25. Oktober 2014 werden alle ORF2-Regionalprogramme und damit die Bundesland-heute-Sendungen auch in HDTV ausgestrahlt.
Am 2. Mai 2018 – anlässlich des Jubiläums „30 Jahre Bundesland heute“ – wurde erneut ein Refreshment durchgeführt. Signation, Logo und Einblendungen wurden erneuert. Anlässlich des 30-Jahr-Jubiläums der Sendung wurden am 4. Mai 2018 – zum ersten Mal in der Geschichte des ORF – 9 Hauptabendsendungen, aus den jeweiligen Bundesländern (im Rahmen der Lokalausstiege) zur gleichen Zeit (um 20:15 Uhr) gesendet.
Bis Juli 2021 bekamen alle Bundesland heute-Sendungen (außer Südtirol heute, im März 2021 erfolgte der Umzug in ein neues Studio in Bozen; seit dem 16. September 2024 wird aus einem den anderen Bundesland heute-Sendungen angeglichenen Studio gesendet) ein neues einheitliches Sendestudio. Als erste Ausgabe erhielt Wien heute am 28. September 2020 ein neues Studio, es folgten Niederösterreich heute (seit 22. Oktober 2020), Burgenland heute (seit 1. Dezember 2020), Steiermark heute (seit 31. Dezember 2020), Salzburg heute (seit 15. Februar 2021), Oberösterreich heute (seit 22. März 2021), Kärnten heute (seit 14. April 2021), Tirol heute (seit 17. Mai 2021) und Vorarlberg heute (seit 5. Juli 2021).

### Bundesland heute kompakt
Seit 2017 gibt es auf ORF 2, im Rahmen des Lokalausstiegs der ORF-Landesstudios um 16:57 Uhr vor der ZIB 17:00, die Sendung Bundesland heute kompakt. Die Sendung ist insbesondere für den Abruf auf Mobilgeräten konzipiert; so ist sie im Hochformat auch über soziale Netzwerke abrufbar.

### Österreich heute/Österreich heute – Das Magazin
Ab 2018 gab es auf ORF III montags bis freitags die Sendungen Österreich heute (um 19:18 Uhr) und Österreich heute – Das Magazin (19:30 bis 19:45 Uhr) mit zusammengefassten Berichten aus allen Bundesländern. Die Sendung wurde von Christine Mayer-Bohusch moderiert.

## Volksgruppenprogramme
Für die in Österreich lebenden Minderheiten werden die slowenischsprachigen Sendungen Dober dan, Štajerska und Dober dan, Koroška (Guten Tag, Steiermark bzw. Guten Tag, Kärnten) für die Steiermark und Kärnten sowie die kroatischsprachige Sendung Dobar dan Hrvati (Guten Tag Kroaten) für das Burgenland produziert. Allerdings werden diese zwei 30-minütigen Sendungen nur sonntags um 13:30 Uhr in Kärnten und der Steiermark bzw. im Burgenland ausgestrahlt und im ORF 2-Nachtprogramm bundesweit wiederholt. Die slowenischsprachige Sendung wird darüber hinaus auch montags um 15:10 Uhr im ersten Programm von TV Slovenija wiederholt.
Seit 8. März 2009 gibt es ein ungarisches Magazin: Adj’ Isten, magyarok!, das am zweiten Sonntag im ungeraden Monat um 14:05 Uhr im Burgenland und in Wien gesendet wird (25 Minuten). Seit August 2009 werden deren Pendants in Tschechisch und Slowakisch (České Ozvěny/Slovenské Ozveny) am zweiten Sonntag im geraden Monat um 14:05 Uhr in Wien ausgestrahlt.
Die mehrsprachige Sendung Servus Szia Zdravo Del tuha wird am zweiten Sonntag im geraden Monat im Burgenland ausgestrahlt (25 Minuten in Romani, Burgenlandkroatisch, Ungarisch und Deutsch).
Seit 15. Mai 2011 werden ausgewählte Beiträge von Wien heute wöchentlich in dem Informationsformat Wien heute – Haber Magazin türkisch untertitelt und von der Wien-heute-Wettermoderatorin Eser Akbaba türkisch anmoderiert ausgestrahlt. Das türkische „Haber“ bedeutet „Nachricht“. Das Magazin wird sonntags um 11 Uhr und freitags um 22 Uhr auf dem Bürgerkanal Okto ausgestrahlt. Die Idee entstand aus letztendlich nicht umgesetzten Gesprächen mit dem türkischen Staatsfernsehen TRT, welches darüber nachdachte, Bundesland-heute-Sendungen untertitelt über das eigene Satellitenprogramm auszustrahlen. Hintergrund sind auch Untersuchungen, nach denen Seherschichten mit Migrationshintergrund selten ORF-Programme sehen. Mit der Sendung will man ihnen einen Schritt entgegenkommen.

## Sonstiges
Am 22. Mai 2019 fiel die Übertragung aller Bundesland heute-Sendungen aufgrund eines technischen Defekts im Leitungsnetz von A1, worüber die Landesstudios mit dem ORF-Zentrum in Wien verbunden sind, aus. Es wurde ersatzweise eine Sonderausgabe des Nachrichtenmagazins Aktuell in Österreich gesendet. Die aufgezeichneten Bundesland heute-Sendungen wurden am nächsten Tag um 9:05 Uhr auf ORF 2 gesendet. An ebendiesem Tage, dem 23. Mai, wurde am Abend in jedem Bundesland jeweils die 10000. Ausgabe der Sendung ausgestrahlt.